# Acanthoscurria ferina
Acanthoscurria ferina là một loài nhện trong họ Theraphosidae.
Loài này thuộc chi Acanthoscurria. Acanthoscurria ferina được Eugène Simon miêu tả năm 1892.